# Muzej Svrzina kuća
Muzej Svrzina kuća ili Kompleks Svrzine kuće u Sarajevu jedan je od pet depandanasa Muzeja Grada Sarajeva u kome se nalazi stalna postavka stambene kulture starog Sarajeva. Kompleks Svrzine kuće uvršten je na Privremenu listu nacionalnih spomenika Bosne i Hercegovine pod rednim brojem 521.

## Zaštita
Svrzina kuća je 1950. godine proglašena nepokretnim kulturno dobro od posebnog značaja za Bosnu i Hercegovinu, kao reprezentativni primer kuće za stanovanja gradske muslimanske porodice s kraja 18 i kroz 19. vek. Kada je kuća otkupljena od privatnih vlasnika 1960-tih godina država je kuću proglasila za muzejsku ustanovu i stavila je pod upravljanje Muzeja Sarajeva, kao jedan od njegovih pet depandansa. Od tada njen veliki značaj ne ogleda se samo u tome što je svedok jednog vremena, već i u tome što je to prostor za brojna kulturna dešavanja u njenoj avliji i ružičnjaku.
Sledila je nova uredba kojom je kao  nacionalni spomenik  Bosne i Hercegovine pod nazivom Kompleks Svrzine kuće, stambena graditeljska cjelina, koju čine četiri povezane stambene jedinice, dve avlije sa baščama i avlijskim zidovima, Svrzina kuća stavljena pod zaštitu države 2004. godine. To je učinjeno na osnovu odluke Komisija za očuvanje nacionalnih spomenika, prema članu V stav 4. Aneksa 8. Opšteg okvirnog sporazuma za mir u Bosni i Hercegovini.
O ovom spomeniku kulture Muzej Sarajeva je izdao Monografiju Svrzina kuća na bosanskom i engleskom jeziku.

## Položaj i nadležnost
Stambeni kompleks Svrzina kuća nalazi se u Sarajevu, u Ulici Glođina broj 6, na lokalitetu Ćurčića brijeg, u neposrednoj blizini Jahja-pašine (Ćurčića) džamije. U stambeni kompleks Svrzine kuće se ulazi sa zapadne strane iz Glođine ulice.
Muzej Svrzina kuća je u nadležnosti  Muzeja Grada Sarajeva, javne ustanove osnovana od strane Kantona Sarajevo, Federacija Bosne i Hercegovine, koga danas čine centralna zgrada sa depoima i pet depandansa:  Despića kuća, Muzej Jevreja BiH, Brusa bezistan i Muzej Sarajevo 1878—1914.  i Svrzina kuća,
- Stambeni kompleks Svrzina kuća

## Istorija
Na prostoru srednjovjekovnog trgovišta i naselja Vrh bosne u Sarajevu prvi gradski sadržaji javili su se  15. veku, ali se tek u  16. veku  oblikuje struktura ovog naselja. Urbana struktura Sarajeva u osmanskom periodu zasnivala se na principu organizacije više stambenih grupacija mahala (kojih je 1895 bilo 106), prostorno i funkcionalno povezanih sa zasebno organiziranim poslovnim zonama grada.  Mahalu je činilo 30 do 40 stambenih kuća, džamija, mekteb, osnovna škola, pekatra i česma.  
Godine 1482. u severnom padinskom delu starog Sarajeva, neposredno iznad čaršije, na prostoru današnjeg Ćurčića brijega, bosanski sandžak-beg Jahja-paša izgradio je džamiju sa kamenom munarom(1). Tokom vremena oko nje se formirala mahala Jahja-pašine džamije. U velikom požaru koji je zadesio Sarajevo 1697. godine džamija je stradala. Godine 1698. obnovio ju je hadži Salih-aga Ćurčić, prema kome su džamija i mahala dobile ime.
U Ćurčića mahali nastao je  kompleks Svrzine kuće, jedini do danas sačuvani primer stare sarajevske stambene arhitekture iz 17. veka, negde pre  1640. godine. U požaru 1697. godine, u kojem je gorelo celo Sarajevo, stradala je i ova kuća.  Na preostalim temeljima  kuće iz tog perioda, obnovljena  je Svrzina kuća u toku 18. veka. Prvo je izgrađena pizemna kuća u istočnom delu kompleksa, dok je mlađa ženska kuća, nastala oko 1832. godine.
Kuću je izgradila ugledna sarajevska porodica Glođo. Posljednji vlasnik iz porodice Glođo bio je Ahmed Munib-efendija Glođo, koji je, zbog neposlušnosti bosanskom veziru, u jesen 1848. godine prognan na Kretu, gde je dve godine kasnije i umro.
Kako Glođo nije imao muških potomaka,  kuća je ženidbenim vezama prenesena u vlasništvo porodice Svrzo,  po  kojoj je kuća dobila današnji naziv. Svrze su stara aginska i ulemanska sarajevska porodica. Bili su veoma aktivni u društvenom i političkom životu Sarajeva. Ahmed-efendija Svrzo oženio se Zlatkom, kćerkom Ahmeda Muniba Glođe, a njegov otac Ašir Svrzo udovicom Ahmeda Muniba Glođe, Ašidom rođenom Imaretlić. Detalji u kući poput ručno tkanih tepiha, ormari sa urezanim orijentalnim motivima, bakreno posuđe i raskošni lusteri svedoče o bogatstvu nekadašnjih vlasnika kuće.
Kuću je država otkupila od porodice Svrzo, 1960-tih, sanirala je i potom otvorila za javnost.
Tokom opsade Sarajeva 1992 -1995. godine kompleks Svrzine kuće je oštećen sa dva direktna pogotka u krov. Nakon prekida borbenih dejstava kuća je rekonstruisana (sanirana su oštećenja krovne konstrukcije i krovnog pokrivača, zamenjena je oštećena sanitarna oprema i popravljena elektroinstalacije). Kuća je ponovo otvorena za javnost 1997. godine.
Tokom 2005. godine izvršena je još jedna veća rekonstrukcija objekta (sanacija krova, kaldrme, dotrajalih instalacija a vraćene su i slikarije na musandari u Velikom halvatu, koje su vremenom izgubile boju).

## Arhitektura kompleksa Svrzina kuća
Kuća i avlija Svrzine kuće su u celosti izgrađeni u tradicionalnom bosanskom stilu, tako da ovak kompleks kuća spada u jedan od retkih primeraka u Bosni i Hercegovini u tom stiu.  Njena tipologija nastanka i razvoja u sklopu karakteristične strukture orjentalnog grada Sarajeva, nastala je u sklopu oblikovanja posebnog tipa stambene arrhitekture na Balkanskom poluostrvu, kao specifičnom području na kome se mešaju različiti kulturološki uticaji na granici između Istoka i Zapada. Pa se tako poreklo ovakvog tipa gradnje kuće veže za osmanski period, ali i sa elementima mesopotamske, grčke pa i vizantijske kuće.
Osnovni element prostorne organizacije kuće je grupisanje prostora oko centralne prostorije, sistem divanhana, neke vrste atrijuma, te bondruačna graditeljska tehnika koja ukazuje na orjentalne sisteme gradnje. Pri tome treba imati u vidu povezanost ovakve arhitekture gradske kuće u nastajanju sa onom seoskom, koja se od klasične seoske kuće razlikuje izdvajanjem prostora u dve celine; hajat - predsoblje i halvat - sobu, oko kojih su grupisani svi ostali prostori kompleksa Svrzine kuće, pod velikim uticajem proces evropeizacije tradicionalnog bosankog graditeljstva.
Kompleks Svrzine kuće sastoji se od:  

### Avlija sa baščama
Muška avlija
Avlija sa baščama je deo kompleksa Svrzine kuće u koju se ulazi sa zapadne strane, iz Glođine ulice, kroz široka,  dvokrilna drvena vrata sa nadstrešicom.
Prvo se ulazi u mušku kaldrmisanu avliju površine 163,65 m², pravougaonog oblika, sa dužim stranama u pravcu sever—jug. U severoistočnom uglu muške avlije nalazi se niša sa česmom i kamenim koritom.  
Ženska avlija
Kroz drvena dvokrilna vrata, slična ulaznim, koja vode kroz araluk ulazi se u kaldrmisanu žensku avliju haremluk – intimniji deo kuće, Jedan deo avlike koji je širok jedan metar, uz objekt mlade ženske kuće, popločan je kamenim pločama koje se produžavaju i unutar halvata u dubinu od 1,5 m.
Ženska avlija je istočno od momačke kuće . Pruža se  dužim stranama u pravcu sever-jug. Pravougaonog je oblika površine 215,21 m².  U avliji se nalazi česma sa kamenim koritom.
Ženska avlija je natkrivena drvenom nadstrešicom i prepokrivena ćeremidom.
U severozapadnom delu ženske avlije nalazi se prolaz za manju bašču, koja je služila poljoprivrednim potrebama.
Prva bašča
Prva bašča se nalazi u severozapadnom delu kompleksa a njena površina iznosi 92,34 m².
Druga bašča
Druga bašča je smeštena u severoistočnom delu stambenog kompleksa imanja je od prve (71,50 m²).
Treća bašča
Treća bašča se nalazila na južnoj strani kompleksa, i više ne pripada kompleksu, u nju se n ekada ulazilo preko velikih drvenih dvokrilnih vrata koja se i sada nalaze na istočnom zidu muške avlije.

### Starija ženska kuća
Starija ženska kuća se nalaz u prizemlju jednospratnog objekta, i sastoji se od dve magaze, površine 16,65 m² i 38,34 m² i natkrivenim tremom koji je oslonjen na četiri drvena stuba sa kamenim bazama (iz koga se drvenim jednokrakim stepeništem penje na gornji sprat, gde se nalaze natkrivene terase i sobe: 
- ženska divanhana sa kamerijom,
- veliki čardak, koji je imao funkciju sobe za dnevni boravak, trpezarije, spavaće sobe i sobe za goste.
- čardačić ili  devojačka soba
- čardak korišten kao spavaća soba iznad araluka, prostor koji deli muško i žensko dvorište.

Konstrukcija starije ženske kuće je relativno jednostavna. Na temeljima od lomljenog kamena sazidano je prizemlje, na na koje se oslanjaju zidovi sprata. Krov koji je izrađen od jelove građe. i prekriven ćeremidom, je na tri vode, jer je objekt na severnoj strani prislonjen uz susedni viši objekat.
Spratna visina prizemlja je 195 cm, a visina na spratu je otprilike 257 cm. Svetli otvori  dovratnici i doprozornici na starijoj ženskoj kući su drveni i na spoljnjoj strani imaju ram od klesanog kamena širine 20 cm, a sa unutrašnje strane je rasteretna niša. Na gotovo svim prozorima su gvozdeni demiri i kapci od kovanog gvožđa.

### Muška kuća
Konstruktivni sistem muške kuće je uobičajen za staru sarajevsku stambenu arhitekturu. Temelji su od lomljenog kamena, nema cevi za ventilaciju, masivni zidovi prizemlja su od ćerpiča sa horizontalnim hatulama, debljine 60 – 68 cm, a zidovi sprata izvedeni su u bondruk-konstrukciji sa ispunom od ćerpiča, debljine oko 17 – 20 cm, malterisani su i krečeni. Plafoni nad prizemljem jednaki su plafonima u magazama u ženskom delu kuće.
Spratni deo muške kuće je, uglavnom, izveden u bondruku sa ispunom od ćerpiča. Plafonsku konstrukciju čine drvene grede koje su konstruktivno direktno vezane za podrožnice krovišta, a sa donje strane su prekrivene bukovim šašavcima. Pod je napravljen od jelovih dasaka.
Visina prizemlja je oko 295 cm, a visina sprata je 267 cm. Krov je na više voda, izveden od jelove građe, prekriven ćeramidom. Svi dovratnici i doprozornici su drveni sa gvozdenim demirima na prozorima.
Prizemlje
U prizemlju muške kuće nalaze se dvije prostorije:
- magaza,
- ahar za konje.

Na južnoj strani kuće, u prizemlju, nalazi se trem širine oko 2,8 m oslonjenog na dva drvena stuba ( 20 x 17 cm). Sa koga  drvenim stepeništem penje na gornji sprat.
Sprat
Na spratu muške kuće nalaze se sljedeće prostorije:
- muška divanhana sa kamerijom,
- momačka soba,
- muški ćošak
- kahveodžak.

### Momačka kuća
Momačka kuća - musafirhana, koja je dimenzija 13,8 x 7,6 m i visine 275 cm. smeštena je u središnjem delu muške avlije, na istočnoj strani, u samostalnom prizemnom objektu. Objekt je imao ulogu musafirhane, namenjene za prijem muških posetilaca.
Temelji momačke kuće, odnosno musafirhane, građeni su od lomljenog kamena, koji prelazi u sokl, na koji se nadovezuju zidovi od ćerpiča sa hatulama. Jedino kahveodžak ima prema hajatu bondručnu pregradu. Plafonska konstrukcija u ovoj kući izrađena je od gusto poredanih poluoblica s nabojem, a delom u obliku drvenog grednika. U svim sobama šišeta su pokovana odozdo na plafonu konstrukcijom, a pod je drveni. Krov je od jelove građe, prekriven ćeramidom na četiri vode.
U momačku kuću ulazi se sa južne strane, preko četiri stepenika i natkrivenog trijema - hajata (površine 10,46 m²), u manju prostoriju zvanu kahveodžak (površine 10,23 m²) koja je korištena za poslugu i pripremu kafe
Momačka kuća se sastoji od sljedećih prostorija:
- hajata,
- kahveodžaka
- momačkog halvata, veće prostorije (površina oko 31,23 m²) koja je korištena za goste. Ova prostorija ima po tri prozora na zapadnom i južnom zidu, sa doprozornicima koji su drveni sa gvozdenim demirima na prozorima.

## Organizacija života
Život u najstariem delu  kompleksa koji čini jednospratna kuća čija je orijentacija istok-zapad odvija se u muškoj i ženskoj kući i spratu koji je povezan posebnim prolazom zvanim mabejn.
Muški (selamluk ili baškaluk)
Ova jani deo kuće bio je namenjen gostima, koji su dolazili zbog posla, razgovora o politici i/ili društvenog život muških članova porodice, kao i za smeštaj posluge. U ovom delu gosti su mogli ostati i na konaku, ili boravku u nekoj od muških soba halvata, ispred kojih su na uzdignutom otvorenom balkonu kamariji bili drveni lavaboi za uzimanje abdesta.
Ženski (haremluk)
Ovo je porodični deo kuće namenjen za porodično druženje i odmor. U središtu haremluka, je avlija sa baštom punom cveća u kojoj su se u proleće i leto odmarali članovi porodice, družili ili ispijali kafu, a u posebno vrućim danima mogli su se zaštititi od sunca sedajući u hajat, poluotvoreni prostor sa hladovinom, bogato ukrašen cvetnim mozaikom. Njegovu lepotu osvežili su i spasili od propadanja restauratori Zemaljskog muzeja Bosne i Hercegovine.
Tipična za stare muslimanske kuće u porodičnom delu je devojačka soba u kojoj su žene vezući pokušavale iskazati svoju kreativnost, a balkonski prostor ispred sobe je bio zaštićen od  spoljačnjih pogleda mušepcima koji su skrivali svu devojačku intimu.
Najveća i najlepša soba je musafirhana koja je smeštena u prizemlju i služila je za različite svečane, porodične i praznične trenutke. Na nenom je podu pirotski ćilim, na zidu satovi turske i austrijske proizvodnje i raskošno venecijansko ogledalo, a plafon je ukrašen izuzetnim primerkom stambolskog lustera koji inače krasi i ostale sobe.
U spavaćoj sobi tradicionalno se spavalo na podovima. Od nameštja soba ima primerak bešike za bebe, zemljane peći na drva koja je zagravala prostor tokom hladnih sarajevskih zima. Zidovi su ukrašeni levhama sa citatima iz Kur’ana te rafama sa dekorativnim posuđem.

## Informacije za turiste
Svrzina kuća kao muzej otvorena je za posetioce skoro svakog dana osim u zimskom periodu, kad je objekt zatvoren za posete zbog toga što u kuće nedostaje grejanje.
U avliji Svrzine kuće U letnjim mesecima održavaju se različiti kulturni događaji.

## Literatura
- Bejtić, Alija, Spomenici osmanlijske arhitekture u Bosni i Hercegovini, Prilozi za orijentalnu filologiju i istoriju jugoslovenskih naroda pod turskom vladavinom, III-IV, 1952.-53., "Veselin Masleša", Sarajevo, 1953.
- Grabrijan, Dušan i Neidhardt, Juraj, Arhitektura Bosne i Hercegovine i put u savremeno, "Ljudska pravica", Ljubljana, 1957.
- Gradski zavod za zaštitu i korištenje kulturno-istorijskog i prirodnog naslijeđa Sarajevo, Svrzina kuća u Sarajevu, postojeće stanje, Sarajevo, juni 1984.
- Pašić, Amir, Prilog proučavanju islamskog stambenog graditeljstva u Jugoslaviji  na primjeru Mostara, koliko je stara stambena arhitektura Mostara autohtona pojava – doktorska disertacija, Zagreb, 1989.
- Kreševljaković, Hamdija, Izabrana djela I-III, " Veselin Masleša", Sarajevo,  1991.
- Zlatar, Behija, Sarajevo, cvijet među gradovima, str. 9. -23.,

## Spoljašnje veze
- Muzeji u Sarajevu Архивирано на веб-сајту  (24. јануар 2021)
- Baosna i Hercegovina - Svrzina kuća Архивирано на веб-сајту  (13. новембар 2017)